# Lapis Re:Lights
Lapis Re:Lights (ラピスリライツ ～この世界のアイドルは魔法が使える～ Rapisu Riraitsu: Kono Sekai no Idol wa Mahō ga Tsukaeru, Eigenschreibweise Lapis Re:LIGHTs) ist ein japanisches Multimedia-Projekt des Software-Entwicklers KLab und des Medienunternehmens Kadokawa.

## Entstehung
Im September des Jahres 2017 kündigten der Spielesoftware-Entwickler KLab und das Medienunternehmen Kadokawa ein gemeinsames Projekt an, welches zu diesem Zeitpunkt den Arbeitstitel Project PARALLEL trug. Gut ein halbes Jahr später wurde im Rahmen der Anime-Messe AnimeJapan der offizielle Titel bekannt gegeben. Dieser lautet ラピスリライツ ～この世界のアイドルは魔法が使える～ Rapisu Riraitsu: Kono Sekai no Idol wa Mahō ga Tsukaeru. Außerdem wurde angekündigt, dass das Projekt Umsetzungen in Form von Mangas, Light Novels sowie einer Anime-Fernsehserie erhalten werde, die sich zu diesem Zeitpunkt bereits in Produktion befänden.
An dem Projekt sind 20 Synchronsprecherinnen beteiligt, die auf insgesamt sechs Idol-Gruppen aufgeteilt wurden. Diese heißen LIGHTs, IV KLORE, Konohana wa Otome, Sugar Pockets, Sadistic★Candy und supernova. LIGHTs gaben ihr erstes Konzert während der AnimeJapan 2019. Eine erste musikalische Veröffentlichung in Form eines kompletten Albums, welches den Titel START the MAGIC HOUR trägt, wurde am 5. Februar 2020 auf den Markt gebracht und erreichte eine Notierung in den japanischen Albumcharts, die von Oricon ermittelt werden.
Ein Smartphone-Spiel, welches Elemente des RPG mit Visual Novel verbindet, ist in der Entwicklung. Das chinesische Unternehmen Bilibili bringt das Spiel in der Volksrepublik China heraus.

## Konzept
Das Konzept, welches von Hajime Asano konzipiert wird, verbindet Einflüsse der Genres Idol, Magical Girl und Fantasy miteinander. Mädchen, die in der Lage sind Magie zu nutzen, werden als Hexen bezeichnet. Die magische Energie wird durch die Emotionen aller Menschen erzeugt. Hexen sind in der Lage, durch Konzerte – die als Orchester bezeichnet werden – diese Energie einzusammeln und zu konzentrieren.

## Medien
Am 26. Oktober 2019 erschienen die ersten Kapitel der Manga-Umsetzung durch Hiroichi im Comic Dengeki Daiō des Verlages ASCII Media Works. Am 22. Juli 2020 wurde der erste Band des Mangas im Tankōbon-Format veröffentlicht. Der Manga endet mit der Herausgabe der Januar-Ausgabe des Comic Dengeki Daiō im Januar 2021.
Eine Light Novel, geschrieben von Hajime Asano, erscheint seit dem 20. Juli 2020 im MF Bunko J.
Eine 12-teilige Anime-Fernsehserie wurde Ende 2019 angekündigt. Der Anime entsteht im Studio Yokohama Animation Laboratory unter der Regie von Hiroyuki Hata. Das Charakterdesign wurde von Taro Ikegami entworfen während die Musik von Satoshi Hōno komponiert wurde. Lapis Re:LIGHTs Stars singen mit Watashi-tachi no Startrail das Lied im Vorspann; LIGHTs mit Planetarium das Stück im Abspann. Die Serie startete am 4. Juli 2020 im japanischen Fernsehen.
Am 5. Februar 2020 wurde das erste Musikalbum des Projektes veröffentlicht.